# Josef Jöhle
Josef Jöhle (* 25. September 1889 in Lausheim (Stühlingen); † 25. September 1942 in Marzell) war ein deutscher Architekt, Unternehmer, nationalsozialistischer Funktionär und Kommunalpolitiker. Er war von 1935 bis 1942 Bürgermeister von Radolfzell am Bodensee.

## Leben
Josef Jöhle absolvierte nach der Volksschule eine Lehre im Zimmererhandwerk, die er 1909 mit der Gesellenprüfung abschloss. An der Badischen Höheren Technischen Lehranstalt, dem Staatstechnikum Karlsruhe, bildete er sich fort und arbeitete bis 1914 als Bauleiter eines Architekten. Im Ersten Weltkrieg war er Angehöriger einer Pioniereinheit, wurde mehrfach verwundet und 1917 im Rang eines Vizefeldwebels mit mehreren Auszeichnungen entlassen. 1919 gründete Jöhle zusammen mit C. Bruno Zawatzki das Unternehmen Jos. Jöhle Porzellanmanufaktur Konstanz GmbH in Konstanz zu Herstellung und Vertrieb von Porzellanwaren (Marken „Alt-Konstanz“ und „Konstanz“). Das Unternehmen ging in die Insolvenz und wurde von der Porzellanmanufaktur August Roloff in Münster übernommen; sie führte von 1927 bis 1929 die Marke „Roloff“ mit Zusatz „Konstanz“ weiter. Jöhle betrieb auch nach 1929 noch die Porzellanmalerei Konstanz weiter; aus dieser ging auch die Malerei Karrer hervor.
Jöhle trat zum 1. Mai 1931 der NSDAP bei (Mitgliedsnummer 528.336), war Ortsgruppenleiter einer Konstanzer Ortsgruppe, seit 1933 Kreiswirtschaftsberater und Mitglied des NSDAP-Kreisstabes und von 1934 bis 1935 Ratsherr in Konstanz. Er wurde 1934 als Nachfolger von Bernhard Heidinger Direktor der Niederlassung der Berliner Bank Dr. Cassirer & Co. AG in Konstanz. Ein Jahr später wurde Jöhle auch mit der Leitung der gleichgeschalteten Industrie- und Handelskammer Konstanz beauftragt. Von 1934 bis 1939 war er als Nachfolger des mit dem Amt überforderten Sporthausbetreibers Fritz Gruner Präsident der Außenstelle Konstanz der Industrie- und Handelskammer Freiburg.

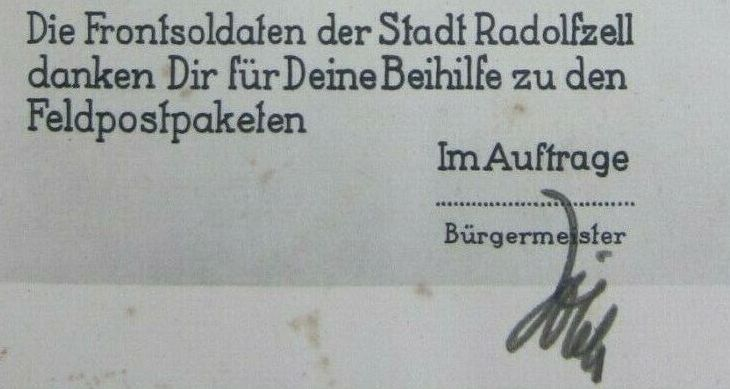
Radolfzeller „Frontsoldaten“ danken. Signatur Jöhles auf zeitgenössischer Propagandakarte, ca. 1940.

Von Juli 1935 bis zum krankheitsbedingten Tod an seinem 53. Geburtstag 1942 war Jöhle Bürgermeister von Radolfzell. Die Stadt wurde unter Jöhle 1937 SS-Garnison und war in den Folgejahren Standort verschiedener Einheiten der Waffen-SS. Zusammen mit dem befreundeten Ludwig Finckh war Jöhle Initiator und Förderer des Reichsnaturschutz-Gebiets Mettnau, das 1938 ausgerufen wurde, und der im selben Jahr eingeweihten, NS-ideologisch ausgerichteten Rekonstruktion einer „Steinzeitsiedlung“ unter Leitung von Hans Reinerth.
In mindestens drei Fällen sah sich Jöhle berufen, in eigeninitiativlicher Umsetzung des „Gesetzes zur Verhütung erbkranken Nachwuchses“ vermeintlich „erbkranke“ („schwachsinnige“) Bürgerinnen beim Staatlichen Gesundheitsamt Konstanz zur Anzeige zu bringen bzw. deren Zwangssterilisation „anzuregen“, die auch erfolgte.
Auf Initiative Jöhles gab Radolfzell 1940 die erste Folge der propagandistischen „Feldpostbriefe für Front und Heimat“ heraus, mit denen die Stadtverwaltung die Verbindung von Heimatfront und Frontsoldaten zu stärken gedachte. 
Jöhle wurde 1942 auf dem Friedhof von Stühlingen begraben. Der Feldpostbrief Nr. 14 war Jöhle gewidmet und erschien Ende 1942 mit Würdigungen von Amtsnachfolger August Kratt und NSDAP-Ortsgruppenleiter Otto Gräble und der Totengedenkrede von Ludwig Finckh.   
Das posthume Spruchkammerverfahren endete 1948 zu Lasten der Witwe, Anna Jöhle, mit Jöhles Einordnung in die Gruppe III der „Minderbelasteten“; Anna Jöhles Witwenrente wurde in der Folge um 20 % gekürzt.